# Lalla Meryem

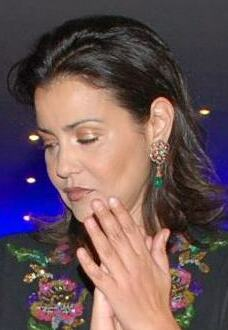
Lalla Meryem

Prinses Lalla Meryem van Marokko (Arabisch: الأميرة للا مريم) (Rome, 26 augustus 1962) is de eerste dochter en het oudste kind van de Marokkaanse koning Hassan II en zijn vrouw Lalla Latifa Hammou.
In 1984 trouwde ze met Fouad Filali, de zoon van een voormalig minister van Buitenlandse Zaken Abdellatif Filali. Ze kregen twee kinderen: een dochter Sharifa Lalla Soukaïna Filali (30 april 1986) en een zoon Moulay Idris Filali (2 juli 1988). Lalla Meryem is in 1997 gescheiden van Fouad Filali.
Prinses Lalla Meryem heeft twee broers: koning Mohammed VI en Moulay Rachid, en twee zussen: Lalla Asma en Lalla Hasna.
Voor UNESCO zet ze zich sinds juli 2001 in als Goodwill Ambassadeur met als doel met haar bekendheid meer aandacht te vragen voor de bescherming van kinderjaren en vrouwenrechten.